# Edgar Winter
Edgar Holland Winter (* 28. prosince 1946 Beaumont, Texas, Spojené státy) je americký multiinstrumentalista. V sedmdesátých letech byl členem skupin Edgar Winter Group a Edgar Winter's White Trash. Roku 1978 byl producentem alba Open Fire kytaristy Ronnieho Montrosa. Později hrál například na albu Crazy from the Heat zpěváka Davida Lee Rotha. V roce 1986 nahrál album Mission Earth se zakladatelem scientologie L. Ronem Hubbardem. V letech 2006 až 2011 byl členem skupiny Ringo Starr & His All-Starr Band. Je synem Johna a Edwiny Winter, jeho starší bratr Johnny Winter byl také hudebník. Oba jsou mj. albíni.

## Diskografie

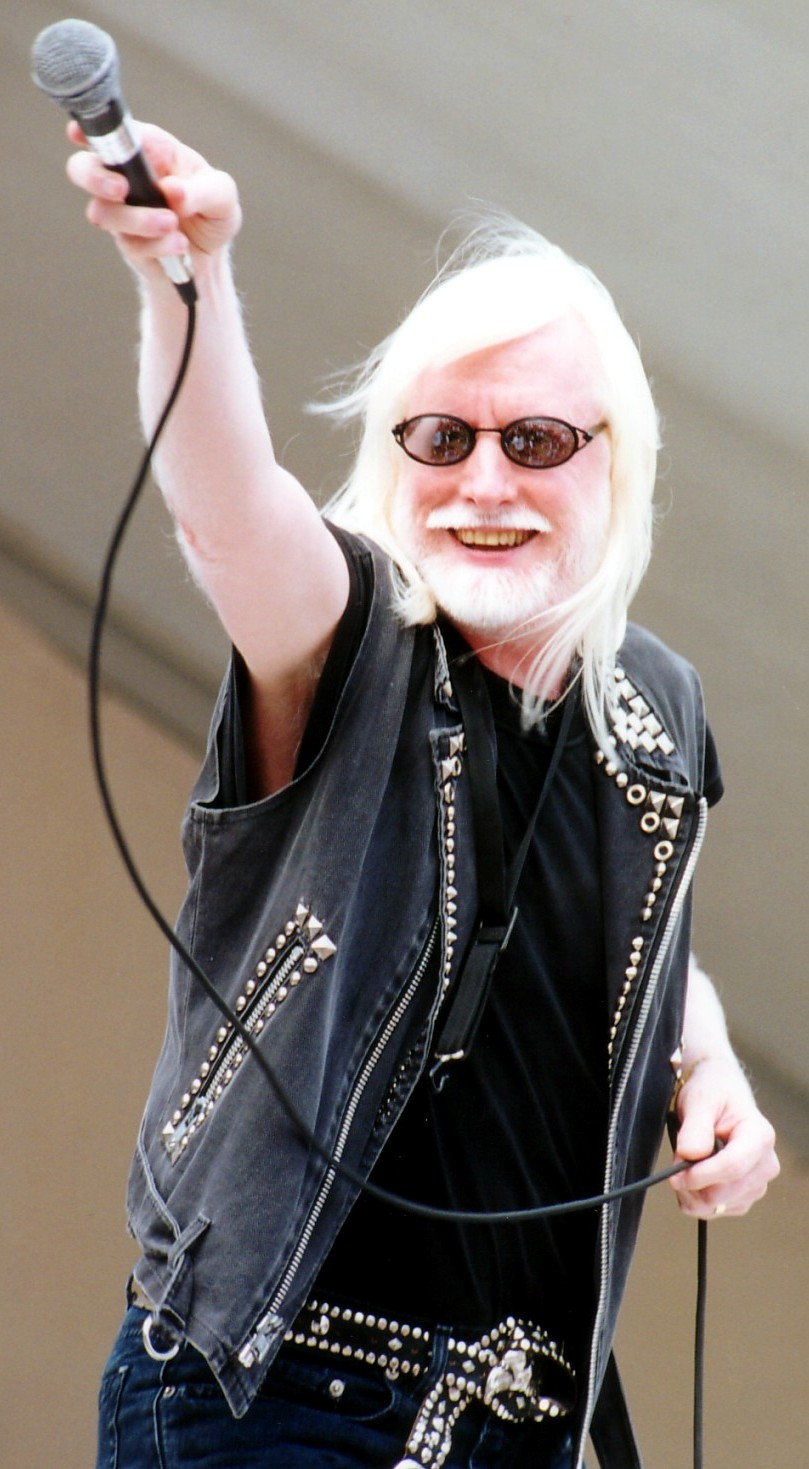
Winter v roce 2006

### Alba
- Entrance (1970)
- Edgar Winter's White Trash (1971)
- Roadwork (1972)
- They Only Come Out at Night (1972)
- Shock Treatment (1974)
- Jasmine Nightdreams (1975)
- The Edgar Winter Group With Rick Derringer (1975)
- Together: Edgar Winter and Johnny Winter Live (1976)
- Recycled (1977)
- Open Fire Ronnie Montrose - (1978) producent, piano a cembalo
- Edgar Winter Album (1979)
- Standing on Rock (1981)
- Crazy from the Heat (1985) (David Lee Roth Session Work)
- Mission Earth (1986)
- Not a Kid Anymore (1994)
- The Real Deal (1996)
- Live in Japan (1998) (With Rick Derringer)
- Winter Blues (1999)
- Edgar Winter (2002)
- Jazzin' the Blues (2004)
- They Only Come Out at Night (2006 - Reissue)
- Rebel Road (2008)

### Soundtracky
Písně Edgara Wintera jste mohli slyšet v těchto filmech:
- Maniac Mansion (Video hra) (1987)
- Spirit of '76 (1990)
- Air America (1990)
- An American Summer (1991)
- My Cousin Vinny (1992)
- Encino Man (1992)
- Netherworld (1992)
- Dazed and Confused (1993)
- Wayne's World 2 (1993)
- My Girl 2 (1994)
- Mighty Morphin Power Rangers: The Movie (1995)
- Wag the Dog (1997)
- Star Kid (1997)
- Detroit Rock City (1999)
- The Secret Life of Girls (1999)
- You're Dead... (1999)
- Duets (2000)
- Knockaround Guys (2001)
- Tupac: Resurrection (2003)
- Invincible (2006)
- The Windsurfing Movie (2007)
- Tropic Thunder (2008)
- Paul Blart: Mall Cop (2009)